# La pasión perdurable por la tinta
La pasión perdurable por la tinta: Películas sobre pintores de tinta contemporáneos es un documental de 2013 producido de forma independiente por la académica y curadora Britta Erickson. La película presenta a 10 artistas contemporáneos de tinta china a la vanguardia del mundo del arte chino contemporáneo en la actualidad.
El documental abre la puerta a lo que es la pintura con tinta china contemporánea a un público más amplio y aborda las opciones fundamentales que enfrentan estos destacados artistas de la tinta.

## Artistas destacados
Los 10 artistas presentados abarcan una amplia gama de edades, antecedentes educativos, enfoques artísticos y filosofías. Los diez artistas estudiados son:
1. Bingyi
2. Chen haiyan
3. Cui Zhenkuan
4. Li Huasheng
5. Li jin
6. Liu Dan
7. Wang Donling
8. Xu-Bing
9. Yang Jiechang
10. Zheng Chong Bin

La película ofrece al erudito/curador de este proyecto los estudios analíticos de estos 10 artistas. El espectador puede ver cómo se desarrolla el trabajo de estos artistas en su concepción y puesta en práctica.
Los artistas comparten en la intimidad de su estudio su experiencia y puntos de vista sobre la tinta como medio frente a otras formas y técnicas de artísticas. La expresión creativa, los límites y la innovación del arte de la tinta en relación con lo tradicional y con la académica y curadora Britta Erickson.

## Desarrollo
La película está exclusivamente producida, dirigida y curada por la académica y curadora Britta Erickson, quien deseaba crear un proyecto propio cuando cumplió 50 años.
Richard Widmer, nacido en Estados Unidos, filmó y editó el documental.

## Exhibiciones
La película ha sido presentada en:
- The Asia Society, Hong Kong (mayo de 2013).[3]
- Medienraum im Museum für Asiatische Kunst, Berlín (abril de 2016).[4]
- por The Ink Society, Hong Kong en colaboración con Duddell's (mayo de 2016).[5]
- MOVIE MOVIE Life is Art Festival 2016 (septiembre de 2016).[6]
- ikonoTV (abril de 2017)